# 喜德站
喜德站（彝文：ꑝꅇ/xit ddop）是一个成昆线上的铁路车站，位于四川省凉山彝族自治州喜德县光明镇，建于1970年，目前为四等站，邮政编码为616750。目前客运办理旅客乘降，货运业务自1991年起停办：喜德县主要的货运业务由冕山站负责:318。2016年成都铁路局曾对车站进站口流线进行改造:310。2019年车站新建站台雨棚一座，以方便旅客候车。